# John Eugene Zuccotti
John Eugene Zuccotti (Greenwich Village, Manhattan; 23 de junio de 1937 - Brooklyn, 19 de noviembre de 2015), fue un abogado, político y empresario estadounidense.

## Biografía
Egresado de la Universidad de Princeton en 1959; en 1963 se doctoró en leyes en la Universidad Yale. Ha ocupado cargos importantes en la Alcaldía de Nueva York en la época de Abraham D. Beame y en la Comisión de Planificación de la Ciudad de Nueva York, que llegó a presidir.
Como empresario se ha dedicado al desarrollo urbanístico de la ciudad de Nueva York como socio de varias empresas: [Olympia & York, Brown & Wood y Tufo & Zuccotti, y como presidente en los Estados Unidos de Brookfield Properties.
También se dedicó a la política; en fecha reciente actuó como asesor de campaña de Joe Biden. 
Es conocido porque el Zuccotti Park lleva su nombre.
Zuccotti contrajo matrimonio con la historiadora Susan Sessions, especialista en el Holocausto, fueron padres de 3 hijos. 
Falleció el 19 de noviembre de 2015 a los 78 años.